# إدغار جونز (سياسي)
إدغار جونز (بالإنجليزية: Edgar Rees Jones)‏ هو محام بالقضاء العالي وسياسي بريطاني (وحمل سابقاً جنسية المملكة المتحدة لبريطانيا العظمى وأيرلندا)، ولد في 27 أغسطس 1878، وتوفي في 16 يونيو 1962. حزبياً، نشط في الحزب الليبرالي. في الانتخابات العمومية البريطانية في يناير 1910 ‏، انتخب عضو برلمان المملكة المتحدة الـ29 عن دائرة Merthyr Tydfil ‏ (15 يناير 1910 – 28 نوفمبر 1910) وفي الانتخابات العمومية البريطانية في ديسمبر 1910 ‏، انتخب عضو برلمان المملكة المتحدة الـ30 عن دائرة Merthyr Tydfil ‏ (3 ديسمبر 1910 – 25 نوفمبر 1918) وفي الانتخابات العمومية البريطانية 1918 ‏، انتخب عضو برلمان المملكة المتحدة الـ31 عن دائرة Merthyr (UK Parliament constituency) ‏ (14 ديسمبر 1918 – 26 أكتوبر 1922).